# Idaea lhommei
Idaea lhommei là một loài bướm đêm trong họ Geometridae.